# Cabezón de la Sal
Cabezón de la Sal là một đô thị thuộc cộng đồng tự trị Cantabria, Tây Ban Nha. Theo điều tra dân số năm 2007, đô thị này có dân số là 7.971 người.

## Biến động dân số
| 1900  | 1910  | 1920  | 1930  | 1940  | 1950  | 1960  | 1970  | 1981  | 1991  | 2005  |
| ----- | ----- | ----- | ----- | ----- | ----- | ----- | ----- | ----- | ----- | ----- |
| 2.787 | 3.005 | 3.212 | 3.837 | 4.110 | 4.484 | 4.638 | 4.986 | 6.056 | 6.789 | 7.971 |

Fuente: INE

## Các thị trấn
- Bustablado
- Cabezón de la Sal (Thủ phủ)
- Cabrojo
- Carrejo
- Casar
- Duña
- Ontoria
- Periedo
- Santibáñez
- Vernejo
- enrgen de la Peña